# Badula platyphylla
Badula platyphylla (A.DC.) Coode – gatunek roślin z rodziny pierwiosnkowatych (Primulaceae). Występuje endemicznie na Mauritiusie. 

## Morfologia
PokrójZimozielone drzewo.
LiścieBlaszka liściowa ma eliptyczny kształt. Mierzy 10–16 cm długości oraz 5–8 cm szerokości, jest całobrzega, ma nasadę od klinowej do niemal sercowatej i tępy wierzchołek. Ogonek liściowy jest nagi i ma 5 mm długości.
KwiatyZebrane w wiechach o długości 5–15 cm, wyrastających z kątów pędów. Mają 5 działek kielicha o trójkątnym kształcie i dorastające do 1 mm długości. Płatków jest 5, są odwrotnie jajowate i mają różowobiaławą barwę oraz 2–3 mm długości.